# Alchemilla splendens
Alchemilla splendens é uma espécie de rosácea do gênero Alchemilla, pertencente à família Rosaceae.